# Gauliga Weser-Ems
Die Gauliga Weser-Ems war eine der höchsten Spielklassen im deutschen Fußball in der Zeit des Nationalsozialismus.

## Geschichte
Die Liga entstand 1942 zusammen mit der Gauliga Südhannover-Braunschweig als Nachfolger der Gauliga Niedersachsen. In der Liga spielten in der ersten Spielzeit zehn Mannschaften um den Meistertitel, der die Teilnahme an der Deutschen Meisterschaft garantierte. 1943 wurde die Meisterschaft in die Gruppen Oldenburg-Friesland, Bremen und Osnabrück aufgeteilt, deren Sieger den Gauligameister ausspielten. Ein Jahr später wurde die Meisterschaft während der Gruppenphase kriegsbedingt vorzeitig abgebrochen.

## Gaumeister 1942–1944
| Saison  | Gaumeister Weser-Ems      | Abschneiden deutsche Meisterschaft | Deutscher Meister         |
| ------- | ------------------------- | ---------------------------------- | ------------------------- |
| 1942/43 | SpVgg Wilhelmshaven       | Achtelfinale                       | Dresdner SC               |
| 1943/44 | SpVgg Wilhelmshaven       | Achtelfinale                       | Dresdner SC               |
| 1944/45 | kriegsbedingt abgebrochen | kriegsbedingt abgebrochen          | kriegsbedingt abgebrochen |